# Abd al-Hamid al-Bakkusch

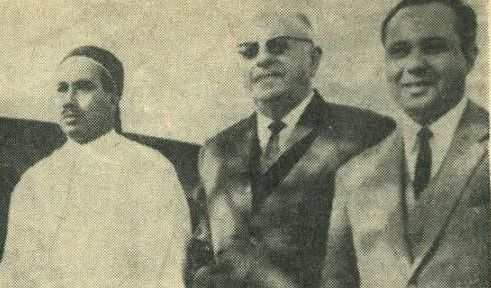
Bakkusch (rechts) mit Prinz Hassan (links) und dem türkischen Präsidenten Cevdet Sunay (Mitte)

Abd al-Hamid al-Bakkusch, auch Abdulhamid oder Abdul Hamid al-Bakkoush (arabisch عبد الحميد البكوش, DMG ʿAbd al-Ḥamīd al-Bakkūš; * 10. August 1933 in Tagiura, Libyen; † 2. Mai 2007 in Abu Dhabi) war vom 25. Oktober 1967 bis zum 4. September 1968 Ministerpräsident in Libyen und somit Libyens Regierungschef.
| Personendaten    | Personendaten                                               |
| ---------------- | ----------------------------------------------------------- |
| NAME             | Bakkusch, Abd al-Hamid al-                                  |
| ALTERNATIVNAMEN  | Bakkoush, Abdul Hamid al                                    |
| KURZBESCHREIBUNG | libyscher Politiker, Premierminister von Libyen (1967–1968) |
| GEBURTSDATUM     | 10. August 1933                                             |
| GEBURTSORT       | Tagiura, Libyen                                             |
| STERBEDATUM      | 2. Mai 2007                                                 |
| STERBEORT        | Abu Dhabi                                                   |